# 마이크 무스타커스
마이클 크리스토퍼 무스타커스(Michael Christopher Moustakas, 1988년 9월 11일 ~ )는 미국의 프로 야구 선수로 메이저 리그 베이스볼의 신시내티 레즈를 위하여 내야수이다. 그는 이전적으로 캔자스시티 로열스와 밀워키 브루어스를 위하여 활약하였다. 무스타커스는 로열스에 의하여 2007년 메이저 리그 베이스볼 드래프트의 첫 라운드 (전체 2위)에서 선발되었다. 경기들이 열린 동안 그는 가끔 팬들과 매체와 더불어 자신의 리틀 리그 코치에 의하여 주어진 "Moose"라는 별명으로 불리면서 인사를 받았다.

## 고등학교 경력
무스타커스는 캘리포니아주 로스앤젤레스 채츠워스에 있는 채츠워스 고등학교에서 수학하여 야구에서 4년 출발 선수였다. 그 시간 동안 그는 4개의 웨스트밸리 리그 선수권과 2개의 캘리포니아 대항 연합 도시 타이틀을 포함하여 채츠워스를 124 승 11 패 기록으로 도움을 주었다. 무스타커스는 자신의 2학년과 주니어 해 둘다에서 캘하이 스포츠에 의하여 "올해의 선수"로 투표되었다. 고등학교에서 그의 52개 경력 홈런은 캘리포니아주 준비 상태 기록이다.
무스타커스는 채츠워스를 위하여 2개의 스포츠 선수가 되는 데 시도를 하였으나 챈슬러스를 위하여 쿼터백으로서 자신의 첫 경기에서 부러진 발목이 그의 고등학교 미식축구 경력을 끝냈고, 그의 야구 경력을 거의 끝내기도 하였다. 하지만 재활의 3개월 후에 무스타커스는 야구 활약을 재개할 수 있었다. 2006년 무스타커스는 USA 베이스볼의 주니어 국가대표팀의 일원이었으며 쿠바에서 열린 월드 주니어 챔피언십에 나갔다. 2007년 그는 이전적으로 조 마워, 호머 베일리와 조시 해밀턴 같은 메이저 리그 베이스볼 스타 선수들에 수여된 영예인 베이스볼 아메리카의 "올해의 고등학교 선수"로 임명되면서 자신의 준비 경력을 마무리하였다. 무스타커스는 또한 그해 USA 투데이 전국 고등학교 야구 팀으로 선발되기도 하였다. 그는 서던캘리포니아 대학교로 장학금이 마련되었으나 그것을 거절하고 그해 메이저 리그 베이스볼 드래프트로 들어가는 데 결정하였다.

## 프로 경력

### 마이너 리그
캔자스시티 로열스는 2007년 아마추어 드래프트의 전체 2위 선택과 함께 무스타커스를 선발하였다. 그해 8월 15일 그는 팀과 함께 계약하여 보고된 4백만 달러의 사이닝 보너스를 받았다. 채츠워스 동료 선수 맷 도밍게스는 아마추어 드래프트의 전체 12위 선택과 함께 플로리다 말린스에 의하여 선택되었다. 쌍은 같은 드래프트의 첫 라운드에서 선발되는 데 고등학교 동료 선수의 겨우 6번째 세트가 되었다.
2009년으로 들어간 무스타커스는 마이너 리그 야구의 전체에서 정상의 야구 전망 선수들 중의 하나로서 넓게 여겨졌다. MLB.com이 야구의 전체에서 무스타커스를 자신들의 11번째 최고 전망 선수로서 명단에 놓은 동안 스포팅 뉴스는 그를 전체 13번째 최고 전망 선수로서 순위에 놓았다. 하지만 무스타커스는 2009년 캘리포니아 리그로 적응하는 데 어려움을 가졌다. 그의 힘이 남아있던 동안 높은 평균을 위한 안타로 그의 능력은 상당히 내려갔다. 2010년 무스타커스의 힘과 평균은 상당히 증가하였다. 2010년 7월 13일로 봐서 무스타커스는 AA 노스웨스트 아칸소에서 21개의 홈런과 76개의 타점과 함께 .352 점을 치고 있었다. 7월 15일 무스타커스는 "올해의 텍사스 리그 선수"로 선정되었고, 같은날 밤에 그는 하나의 경기에서 3개의 홈런과 11개의 타점과 함께 오마하 로열스 기록을 세웠다. 무스타커스는 마이너 리그 야구에서 가장 많은 홈런으로 조 바우먼 홈런 상을 수상하여 마크 트럼보와 함께 타이브레이크를 이겼다. 2014년 5월 22일 그는 139개의 타석을 통하여 겨우 .152 점을 타구한 후 트리플 A 오마하로 강등되었다.

### 캔자스시티 로열스
2011년 6월 9일 무스타커스는 캔자스시티에 의하여 자신의 계약이 매입되었다. 그는 이어진 밤에 로스앤젤레스 에인절스 오브 애너하임을 상대로 자신의 데뷔를 이루어 하나의 볼넷과 매긴 득점과 함께 1 승 3 패로 갔다. 그의 첫 메이저 리그 안타는 자신이 결국적으로 4 대 2의 우승에서 득점을 매긴 어빈 산타나를 상대로 자신의 3번째 타석에 왔다. 무스타커스는 2011년 캔자스시티를 위하여 89개의 경기에서 활약하러 가 5개의 홈런, 30개의 타점과 .263의 시즌 타구 평균과 함께 시즌을 끝냈다.
2012년 2월 18일 로열스는 자신들이 2012년 시즌을 위하여 무스타커스를 1년 계약으로 맺었다고 공고하였다. 거래의 조정 조건이 나오지 않았다. 2012년 시즌 동안 무스타커스는 캔자스시티를 위하여 클럽 신기록을 세워 실책없이 47개의 연속적 경기들을 활약하였다. 그는 또한 2006년 마크 티헌에 의하여 세워진 34개의 이전 마크를 훨씬 능가한 41개의 병살을 이루기도 하였다. 무스타커스는 20개의 홈런과 73개의 타점과 함께 .296의 출루율과 .242 점을 타구하여 한해를 끝냈으며 또한 34개의 2루타를 치기도 하였다.
2013년 그는 .287의 출루율, 12개의 홈런과 42개의 타점과 함께 .233 점을 타구하였다. 그는 또한 16개의 실책과 함께 전체의 아메리칸 리그 3루수들을 이끌기도 하였다.
무스타커스는 2014년 시즌에서 일찍이 분투하였다. 그해 5월 22일 그는 자신이 4개와 함께 홈런에서 팀을 이끌었어도 139개의 타석을 통하여 겨우 .152 점을 타구한 후 트리플 A 오마하로 강등되었다. 6월 1일 무스타커스는 트리플 A로부터 다시 불러졌다. 그는 이후에 더욱 일관되게 치기 시작하였다. 그는 15개의 홈런을 치고 54개의 득점에서 몰아낸 동안 .212 점을 타구한 시즌을 끝냈다. 무스타커스는 2014년 플레이오프를 통하여 찢어내 에인절스를 상대로 첫 경기의 11번째 이닝에서 선두 솔로 숏을 포함하여 5개의 홈런을 쳤다. 그는 홈런에서 전체의 2014년 포스트시즌 선수들을 이끌었다. 그러고나서 로열스는 2014년 월드 시리즈에서 샌프란시스코 자이언츠에게 패하였다.
2015년 무스타커스는 포스트시즌으로부터 자신의 성공을 이어받았고, 올스타 브레이크까지 .300 이상에서 오른쪽 위로 타구 평균을 가졌다. 그는 올스타 게임 투표를 통하여 2015년 메이저 리그 베이스볼 올스타 게임으로 선발되었다. 5월 15일 뉴욕 양키스를 상대로 그는 사이클링 히트를 위하여 수줍은 홈런과 함께 4 루 5 타로 갔다. 무스타커스느는 2015년 시즌의 전반기 동안 두번이나 가족 긴급 상황에 놓였다. 9월 12일 그는 9개의 타점과 함께 볼티모어 오리올스를 상대로 로열스 프랜차이즈 신기록을 세워 빌리 버틀러와 조지 브렛에 의하여 이전적으로 세워진 7개의 마크를 깼다. 그는 14 대 6의 우승에서 하나의 그랜드슬램, 3개의 홈런과 2개 득점을 매긴 1루타를 쳤다. 147개의 경기에서 무스타커스는 22개의 홈런과 82개의 타점에서 .284 점을 타구하였다. 로열스는 30년만에 프랜차이즈의 첫 선수권을 이기는 데 뉴욕 메츠를 상대로 2015년 월드 시리즈를 우승하였다.
2016년 5월 7일 무스타커스는 왼쪽 엄지손가락의 골절로 15일간 장애자 명단에 놓였다. 5월 22일 무스타커스는 파울 영역에서 팝업을 가져오는 시도에 동료 선수 알렉스 고든과 부딪친 동안 오른쪽 무릎 부상을 겪었다. 다음날 자기공명영상은 무릎이 갈라진 전방 십자인대가 있다는 것을 드러내 무스타커스의 2016년 시즌을 끝냈다.
2017년 7월 6일 무스타커스는 자신의 경력의 두번째로 올스타 최종 투표를 얻어 홈런 더비에 참가하였다. 7월 28일 무스타커스는 펜웨이 파크에서 자신의 시즌의 30번째 홈런을 쳐 한 시즌에 절정에 도달하는 데 여태까지 가장 빠른 로열스 선수가 되었다. 무스타커스는 그 시즌에 로열스 싱글 시즌 신기록으로 38개의 홈런을 가졌다.
2018년 3월 10일 무스타커스는 2019년을 위한 상호 선택을 추가로 로열스와 1년, 5.5 백만 달러와 함께 재계약을 맺었다.

### 밀워키 브루어스
2018년 7월 28일 무스타커스는 브렛 필립스와 호르헤 로페스를 위한 교환에서 밀워키 브루어스를 이적되었다. 브루어스와 함께 그는 .256/.326/.441 점을 타구하였다.
10월 4일 무스타커스는 콜로라도 로키스를 상대로 내셔널 리그 디비전 시리즈 첫 경기의 10번째 이닝에서 끝내기 1루타를 쳐 브루어스에게 3 대 2의 우승과 1 대 0의 시리즈 지도를 주었다. 브루어스는 후에 3개의 경기에서 시리즈를 휩쓸었으나 로스앤젤레스 다저스에게 내셔널 리그 챔피언십 시리즈를 4개의 경기에서 3개로 잃을 것이었다. 10월 30일 무스타커스는 2019년을 위한 상호 선택의 자신의 절반을 거절하고 자유 계약 선수가 되었다.
2019년 2월 19일 무스타커스는 브루어스와 2020년을 위한 상호 선택과 함께 1년, 1천만 달러의 재계약을 맺었다. 그는 다시 선택의 절반을 거절하고 2019년 시즌 후에 자유 계약 선수가 되었다.

### 신시내티 레즈
2019년 12월 5일 무스타커스는 신시내티 레즈와 4년, 6천 4백만 달러의 계약을 맺어 레즈 역사상 가장 큰 자유 계약 거래였다. 2020년 레즈를 위하여 44개의 경기에서 무스타커스는 8개의 홈런과 27개의 타점과 함께 .320/.331/.468 점의 사선을 쳤다.

## 개인 생활
코니와 캘리포니아 대학교 로스앤젤레스를 위한 전직 대학 미식축구 선수 마이크 무스타커스 1세의 아들인 마이크는 로스앤젤레스에서 태어나 자라왔다. 그의 조부가 그리스에서 태어나면서 그리스 계통인 그는 로열스의 클럽하우스에서 자신의 록커 위에 그리스의 국기를 날렸다고 한다. 그는 자신에게 자라나는 타구 팁들을 준 저자, 야구 선수이자 전 메츠의 타구 코치 톰 롭슨의 조카이다. 무스타커스의 모친은 장기적 지병 후 2015년에 사망하였다.
야구를 하지 않는 동안 무스타커스는 골프와 낚시를 즐긴다. USA 투데이에 의하여 자신이 야구보다 어느 다른 것을 즐길 것인가에 의문된 그는 소방관을 지내는 관심을 표하였다.
무스타커스와 그의 부인 스테파니는 2014년 이래 결혼되어 왔으며 슬하 1남 1녀를 두었다. 그들은 또한 "거스"라고 불리는 오스트레일리아산 셰퍼드 개를 가지고 있다. 그들은 오프시즌 동안 캘리포니아주 말리부에 거주한다.

## 연도별 타격 성적
| 연 도     | 소 속     | 경 기 | 타 석 | 타 수 | 득 점 | 안 타 | 2 루 타 | 3 루 타 | 홈 런 | 루 타 | 타 점 | 도 루 | 도 루 자 | 희 생 번 | 희 생 플 | 볼 넷 | 고 4 | 사 구 | 삼 진 | 병 살 타 | 타 율 | 출 루 율 | 장 타 율 | O P S |
| --------- | --------- | ----- | ----- | ----- | ----- | ----- | ------- | ------- | ----- | ----- | ----- | ----- | -------- | -------- | -------- | ----- | ---- | ----- | ----- | -------- | ----- | -------- | -------- | ----- |
| 2011년    | KC        | 89    | 365   | 338   | 26    | 89    | 18      | 1       | 5     | 124   | 30    | 2     | 0        | 2        | 2        | 22    | 0    | 1     | 51    | 5        | .263  | .309     | .367     | .675  |
| 2012년    | KC        | 149   | 614   | 563   | 69    | 136   | 34      | 1       | 20    | 232   | 73    | 5     | 2        | 0        | 5        | 39    | 4    | 7     | 124   | 4        | .242  | .296     | .412     | .708  |
| 2013년    | KC        | 136   | 514   | 472   | 42    | 110   | 26      | 0       | 12    | 172   | 42    | 2     | 4        | 1        | 4        | 32    | 1    | 5     | 83    | 13       | .233  | .287     | .364     | .651  |
| 통산：3년 | 통산：3년 | 374   | 1493  | 1373  | 137   | 335   | 78      | 2       | 37    | 528   | 145   | 9     | 6        | 3        | 11       | 93    | 5    | 13    | 258   | 22       | .244  | .296     | .385     | .681  |

- 2013시즌 종료 기준.

## 참조
1. ↑  “Mike Moustakas Statistics and History” (영어). baseballreference. 2015년 3월 7일에 확인함.